# افتخار حسين خان
نواب افتخار حسين خان (31 ديسمبر 1906 - 16 أكتوبر 1969) سياسي باكستاني من البنجاب، كان مؤيدًا رئيسيًا لحركة باكستان في الهند البريطانية.
بعد تأسيس باكستان انضم إلى الرابطة الإسلامية الباكستانية عام 1953 وعينه مالك غلام محمد حاكمًا للسند عام 1954، واستقال من منصبه عام 1955 بعد رحيل السير غلام من المشهد السياسي، توفي في لاهور في 16 أكتوبر 1969.